# 주 (시간)
| 요일   | 요일   | 요일   | 요일   | 요일   | 요일   | 요일   |
| ------ | ------ | ------ | ------ | ------ | ------ | ------ |
| 월요일 | 화요일 | 수요일 | 목요일 | 금요일 | 토요일 | 일요일 |

CLDR에 따라 여러 국가에서 사용되는 주의 첫날을 보여주는 세계 지도
월요일
금요일
토요일
일요일

주(週)는 시간 단위로, 1주는 7일(日)이다. 이는 세계 대부분의 지역에서 짧은 주기의 일수에 사용되는 표준 기간이다. 요일은 일반적인 근무일과 휴식일, 예배일을 나타내는 데 자주 사용된다. 주는 종종 연간 달력에 매핑되지만 주는 천문학을 기반으로 하지 않기 때문에 일반적으로 천문학의 기초가 아니다.
고대 문화에는 이집트의 10일과 에트루리아인의 8일을 포함하여 다양한 "주" 길이가 있었다. 에트루리아 주간은 고대 로마인들에 의해 채택되었으나 나중에 유대 칠일에 뿌리를 둔 기독교의 7일 주간의 영향으로 서아시아와 동부 지중해 전역으로 퍼져나간 7일 주간으로 옮겨졌다. 321년에 콘스탄티누스 대제 황제는 공식적으로 로마 제국에 일요일을 공휴일로 지정하는 것을 포함하여 7일의 일주일을 포고했다. 이는 나중에 유럽 전역으로 퍼졌고, 이후 전 세계로 퍼졌다.

## 주의 시작일
월요일(月曜日)은 한 주(週)가 시작하는 기준이 되는 날이자, 한 주의 첫째 날(ISO 8601)이다.
전통적 기독교 달력에서는 월요일을 기준으로 한 주의 시작일로 보는데, 대한민국의 일상에서 쓰이는 달력에서는 일본의 영향으로 월요일을 일요일에 이어 두 번째로 배치한다. 그래서 한 주의 시작을 일요일과 월요일 중 어느 것으로 봐야 하는지에 대한 논란도 있다.

## 주말
일요일(日曜日)은 월요일을 기준으로 한 주의 마지막 날(ISO 8601)이다. 주말은 보통 대부분의 노동자가 일하지 않는 토요일과 일요일을 가리킨다.
전통적 기독교 달력에서는 월요일을 한 주(週)가 시작하는 기준이 되는 날로 보는데, 대한민국의 일상에서 쓰이는 달력에서는 기독교와 일본의 영향으로 가장 처음에 배치되기도 한다. 이러한 기준에 따르면 주의 마지막 날은 토요일이다.
대부분 무슬림 국가의 경우, 주말은 금요일과 토요일이다. 이란과 같은 일부 국가에서 주말은 오직 금요일뿐이며 토요일부터 한 주가 시작한다.

## 수치
- 1주 = 7일 = 168 시간 = 10,080 분 = 604,800 초 (일광 절약 시간과 윤초는 계산에서 제외)
- 양력 1년 = 52 주 + 1 일(윤년의 경우 2 일)
- 1 주 = 평균 달의 23.01%

## 같이 보기
- 달력
- 요일
- 월요일
- 일요일
- 주일 문자